# Рариткін
Рариткін (рос. хребет Рарыткин; чук. Ръарыткын) — гірський хребет в Анадирському районі, Чукотський автономний округ, Росія.

## Географія
Відноситься до системи Коряцького нагір'я, розташований між річками Анадир і Велика; обмежує зі сходу Анадирську низовину. Довжина близько 200 км, висота до 1085 м (гора Палець).
Складений андезитами, пісковиками, глинистими сланцями.

## Флора та клімат
Нижня частина схилів і долини покриті чагарниковими заростями вільхи і кедрового сланцю, вище розташовуються лишайникові і кам'янисті тундри. Збереглися поодинокі особини чукотського снігового барана. Хребет Рариткін має субарктичний клімат, дещо пом'якшений близькістю океану.